# Bezirk Stopiņi
Der Bezirk Stopiņi (Stopiņu novads) war ein Bezirk in Lettland, der von 2005 bis 2021 existierte. Bei der Verwaltungsreform 2021 wurde der Bezirk aufgelöst, sein Gebiet gehört seitdem zum neuen Bezirk Ropaži.

## Geographie
Das Bezirksgebiet liegt im Zentrum des Landes, südwestlich der Bucht von Riga. Durch das Gebiet fließt die kleine Jugla, 54 % der Fläche sind bewaldet.

## Bevölkerung
Die Gemeinde Stopiņi wurde 2005 ohne Gebietsveränderung zum Bezirk Stopiņi (Stopiņu novads). Die größten Orte der Gemeinde sind Ulbroka, Saurieši, Upeslejas, Dreiliņi und Stopiņi. Von den 9908 Einwohnern (1. Juli 2010) sind 55 % lettisch, 33 % russisch und 5 % belarussisch. 53 % sind männlich und 47 % weiblich.

## Nachweise
1. ↑  Vides aizsardzības un reģionālās attīstības ministrija (Ministerium für Naturschutz und Regionalentwicklung), Karten und Auflistung der Verwaltungseinheiten, abgerufen am 30. Juli 2021